# 许宣平

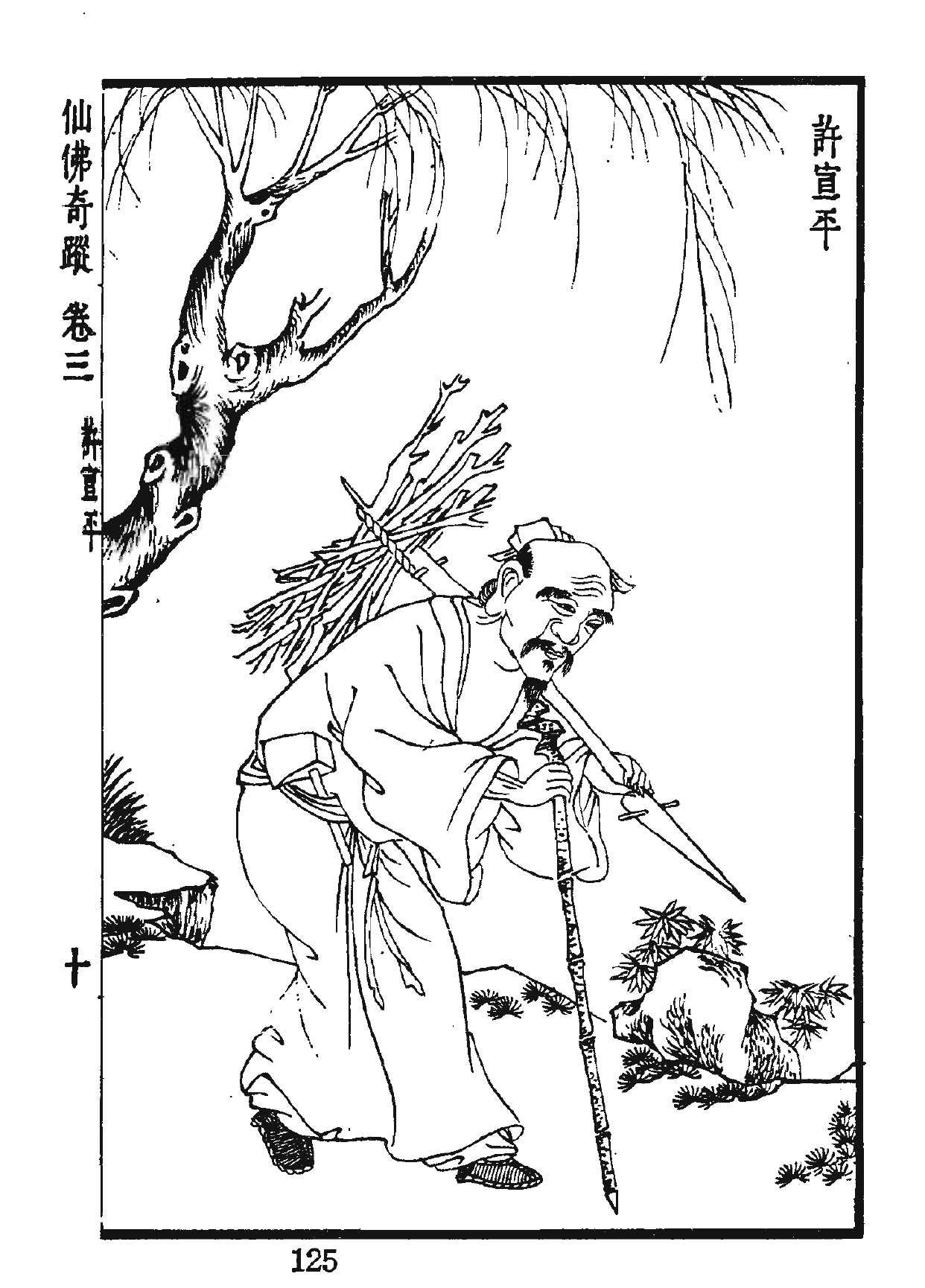
仙佛奇蹤 卷三 許宣平

许宣平（?—?），唐代道士，新安郡歙縣（今屬安徽）人。
身長七尺六寸，景云年間隐居城阳山南坞（今安徽歙縣翠微山），以賣柴為生，常歌曰：“负薪朝出卖，沽酒日西归。”，據說有長生不老之術，不食五穀，容顏像四十來歲的人。李白曾去拜访之而不遇。傳說為武術名家。
歙县太白楼就是用于纪念李白访许宣平不遇的事件。